# Initiative d'excellence allemande

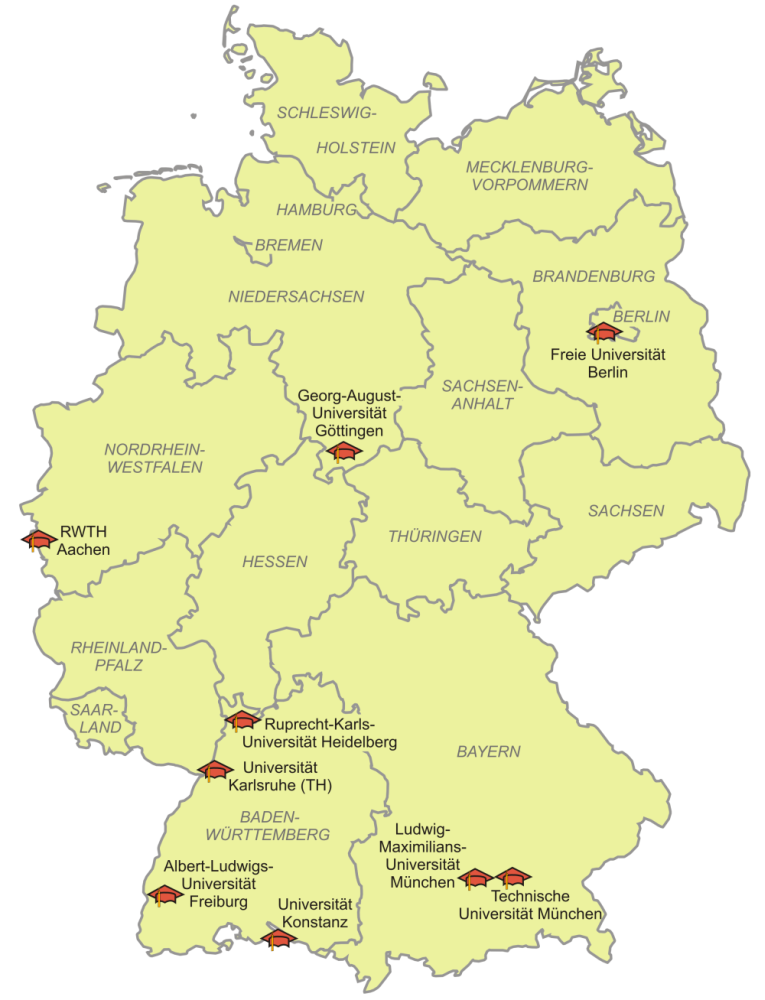
carte

| \| Aix-la-Chapelle Berlin (libre) Constance Dresde Tübingen Brême Cologne Berlin (Humboldt) Heidelberg Munich (L&M) Munich (technique) \| Localisation des universités lauréates en 2012 |
| Aix-la-Chapelle Berlin (libre) Constance Dresde Tübingen Brême Cologne Berlin (Humboldt) Heidelberg Munich (L&M) Munich (technique)                                                      |

L'initiative régionale et fédérale d'encouragement à l'excellence pour la recherche et la science dans l'enseignement supérieur allemand (Exzellenzinitiative des Bundes und der Länder zur Förderung von Wissenschaft und Forschung an deutschen Hochschulen) est un programme de financement de la recherche scientifique lancé en 2005, visant à inciter d'une part la recherche de pointe et d'autre part l'amélioration significative de la qualité des installations de recherche et d'enseignement supérieur allemandes. Son but est d'améliorer la compétitivité internationale allemande et de rendre identifiables depuis l'international les universités scientifiques de référence allemandes. Elle est le résultat de longues négociations entre les Länder et le gouvernement fédéral allemand.
Elle passe par l'attribution du label « université d'excellence » à 9 universités allemandes et par la création de 40 écoles d'enseignement supérieur (Graduiertenschulen) et de 37 clusters d'excellence. D'autres établissements de recherche non universitaires sont aidés à travers le « pacte pour la recherche et l'innovation ».
Entre 2005 et 2009/2010, ce sont 1,9 milliard d'euros de fonds supplémentaires qui sont distribués aux différents bénéficiaires de cette initiative. Entre 2010 et 2017, 2,7 milliards d'euros supplémentaires vont être dépensés. Ces fonds proviennent de la vente aux enchères des licences UMTS par l'état allemand, celui-ci cherchant par cette initiative à les pérenniser.

## Programme de financement
Le programme de financement s'articule autour de trois thèmes : les écoles d'enseignement supérieur, les clusters d'excellence et les universités d'excellence.

### Les écoles d'enseignement supérieur
Ces écoles ont vocation à la formation de doctorants dans des domaines de recherches prédéfinis, avec un accompagnement scientifique d'excellence et dans des conditions optimales. Dans ce cadre, les recherches des doctorants passent au premier plan par rapport à celles de l'équipe d'encadrement. Chacune de ces écoles est financée à hauteur de 1 million d'euros par an.

### Les clusters d'excellence
Les clusters ont pour vocation de mettre en relation les établissements de recherche ainsi que les entreprises avec une université locale. Ils sont financés à hauteur de 6,5 millions d'euros par an chacun.

### Les universités d'excellence
L'initiative vise à transformer ces universités en pôles de recherche d'envergure internationale. Pour cela elles reçoivent des fonds pour le développement de « concepts d'avenir », qui sont des projets de recherche s'inscrivant dans le long terme. Ces universités sont entourées automatiquement d'au moins un cluster et d'une école d'enseignement supérieur. On notera que le terme allemand est Eliteuniversitäten ce qui peut se traduire également par « universités d'élite ».

## Première phase de financement (2006-2012)
L'attribution des trois différents statuts s'est opérée en deux tours distincts : le premier en 2006, le second en 2007.

### Candidats retenus en 2006

#### Universités d'excellence
| Nom de l'université                      | Titre du concept d'avenir                                                                                              |
| Institut de technologie de Karlsruhe     | A Concept for the Future of the University of Karlsruhe. The Foundation of the Karlsruhe Institute of Technology (KIT) |
| Université Louis-et-Maximilien de Munich | LMUexcellent: Working brains – Networking minds – Living knowledge                                                     |
| Université technique de Munich           | TUM. The Entrepreneurial University                                                                                    |

#### Écoles d'enseignement supérieur (Graduiertenschulen)
| Nom de l'université                                           | Titre |
| Université technique de Rhénanie-Westphalie à Aix-la-Chapelle | Aachen Institute for Advanced Study in Computational Engineering Science                                     |
| Université libre de Berlin                                    | Graduate School of North American Studies                                                                    |
| Université Humboldt de Berlin                                 | Berlin School of Mind and Brain                                                                              |
| Université technique de Berlin                                | Berlin Mathematical School                                                                                   |
| Université de la Ruhr à Bochum                                | Ruhr University Research School                                                                              |
| Université de Bonn                                            | Bonn Graduate School of Economics                                                                            |
| Université de Brême                                           | Global Change in the Marine Realm                                                                            |
| Université technologique de Dresde                            | Dresden International Graduate School for Biomedicine and Bioengineering                                     |
| Université Friedrich-Alexander d'Erlangen-Nuremberg           | Erlangen Graduate School in Advanced Optical Technologies                                                    |
| Université de Fribourg-en-Brisgau                             | Spemann Graduate School of Biology and Medicine (auparavant Molecular Cell Research in Biology and Medicine) |
| Université de Giessen                                         | International Graduate Centre for the Study of Culture                                                       |
| Ecole de médecine de Hanovre                                  | Hannover Biomedical Research School                                                                          |
| Université de Heidelberg                                      | Heidelberg Graduate School of Fundamental Physics                                                            |
| Institut de technologie de Karlsruhe                          | Karlsruhe School of Optics and Photonics                                                                     |
| Université de Mannheim                                        | Empirical and Quantitative Methods in the Economic and Social Sciences                                       |
| Université Louis-et-Maximilien de Munich                      | Graduate School of Systemic Neurosciences                                                                    |
| Université technique de Munich                                | International Graduate School of Science and Engineering                                                     |
| Université de la Sarre                                        | Graduate School of Computer Science                                                                          |
| Université de Wurtzbourg                                      | Graduate School for Life Sciences                                                                            |

#### Clusters d'excellence
| Nom de l'université                                           | Titre |
| Université technique de Rhénanie-Westphalie à Aix-la-Chapelle | Integrative Production Technology for High-Wage Countries (Integrative Produktionstechnik für Hochlohnländer) |
| Université technique de Rhénanie-Westphalie à Aix-la-Chapelle | Ultra High-Speed Mobile Information and Communication (UMIC)                                                  |
| Université de Bonn                                            | Mathematics: Foundations, Models, Applications                                                                |
| Université technologique de Dresde                            | From Cells to Tissues to Therapies: Engineering the Cellular Basis of Regeneration                            |
| Université Johann Wolfgang Goethe de Francfort                | Macromolecular Complexes                                                                                      |
| Université de Giessen                                         | Cardio-Pulmonary System                                                                                       |
| Université de Göttingen                                       | Microscopy at the Nanometer Range                                                                             |
| Ecole de médecine de Hanovre                                  | From Regenerative Biology to Reconstructive Therapy                                                           |
| Université de Heidelberg                                      | Cellular Networks: From Analysis of Molecular Mechanisms to a Quantitative Understanding of Complex Functions |
| Institut de technologie de Karlsruhe                          | Center for Functional Nanostructures                                                                          |
| Université Christian Albrecht de Kiel                         | The Future Ocean                                                                                              |
| Université de Constance                                       | Cultural Foundations of Integration (Kulturelle Grundlagen von Integration)                                   |
| Université Louis-et-Maximilien de Munich                      | Center for Integrated Protein Science Munich                                                                  |
| Université Louis-et-Maximilien de Munich                      | Munich-Centre for Advanced Photonics                                                                          |
| Université Louis-et-Maximilien de Munich                      | Nanosystems Initiative Munich                                                                                 |
| Université technique de Munich                                | Cognition for Technical Systems                                                                               |
| Université technique de Munich                                | Origin and Structure of the Universe – The Cluster of Excellence for Fundamental Physics                      |

### Candidats retenus en 2007

#### Universités d'excellence
| Nom de l'université                                           | Titre du concept d'avenir                                         |
| Université technique de Rhénanie-Westphalie à Aix-la-Chapelle | RWTH 2020: Meeting Global Challenges                              |
| Université libre de Berlin                                    | International Network University                                  |
| Université de Fribourg-en-Brisgau                             | Windows for Research                                              |
| Université de Göttingen                                       | Göttingen: Tradition – Innovation – Autonomie                     |
| Université de Heidelberg                                      | Heidelberg: Realising the Potential of a Comprehensive University |
| Université de Constance                                       | Modell Konstanz - towards a culture of creativity                 |

#### Écoles d'enseignement supérieur
| Nom de l'université                      | Titre                                                                                        |
| Université de Bayreuth                   | Bayreuth International Graduate School of African Studies                                    |
| Université libre de Berlin               | Muslim Cultures and Societies: Unity and Diversity                                           |
| Université libre de Berlin               | Friedrich Schlegel Graduate School of Literary Studies                                       |
| Université Humboldt de Berlin            | Berlin-Brandenburg School for Regenerative Therapies                                         |
| Université Humboldt de Berlin            | Berlin Graduate School of Social Sciences                                                    |
| Université de Bielefeld                  | Bielefeld Graduate School in History and Sociology                                           |
| Université de Bonn                       | Bonn-Cologne Graduate School of Physics and Astronomy                                        |
| Université de Brême                      | Bremen International Graduate School of Social Sciences                                      |
| Université de technologie de Darmstadt   | Graduate School of Computational Engineering "Beyond Traditional Sciences"                   |
| Université de Göttingen                  | Göttingen Graduate School for Neurosciences and Molecular Biosciences                        |
| Université de Heidelberg                 | Heidelberg Graduate School of Mathematical and Computational Methods for the Sciences        |
| Université de Heidelberg                 | The Hartmut Hoffmann-Berling International Graduate School of Molecular and Cellular Biology |
| Université d'Iéna                        | Jena School for Microbial Communication                                                      |
| Université Christian Albrecht de Kiel    | Graduate School for Integrated Studies of Human Development in Landscapes                    |
| Université de Constance                  | Konstanz Research School "Chemical Biology"                                                  |
| Université de Leipzig                    | Building with Molecules and Nano-Objects                                                     |
| Université de Lübeck                     | Graduate School for Computing in Medicine and Life Sciences                                  |
| Université Johannes Gutenberg de Mayence | Materials Science in Mainz                                                                   |
| Université de la Sarre                   | Saarbrücken Graduate School of Computer Science                                              |
| Université de Stuttgart                  | Graduate School for advanced Manufacturing Engineering in Stuttgart (GSaME)                  |
| Université d'Ulm                         | International Graduate School in Molecular Medicine Ulm                                      |

#### Clusters d'excellence
| Nom de l'université                                           | Titre                                                                                       |
| Université technique de Rhénanie-Westphalie à Aix-la-Chapelle | Tailor-Made Fuels from Biomass (Maßgeschneiderte Kraftstoffe aus Biomasse)                  |
| Université libre de Berlin / Université Humboldt de Berlin    | Topoi. The Formation and Transformation of Space and Knowledge in Ancient Civilizations     |
| Université libre de Berlin                                    | Languages of Emotion                                                                        |
| Université Humboldt de Berlin                                 | NeuroCure: Towards a Better Outcome of Neurological Disorders                               |
| Université technique de Berlin                                | Unifying Concepts in Catalysis                                                              |
| Université de Bielefeld                                       | Cognitive Interaction Technology                                                            |
| Université de Brême                                           | The Ocean in the Earth System                                                               |
| Université de technologie de Darmstadt                        | Smart Interfaces: Understanding and Designing Fluid Boundaries                              |
| Université Friedrich-Alexander d'Erlangen-Nuremberg           | Engineering of Advanced Materials – Hierarchical Structure Formation for Functional Devices |
| Université Johann Wolfgang Goethe de Francfort                | The Formation of Normative Orders                                                           |
| Universität Freiburg                                          | Centre for Biological Signalling Studies – From Analysis to Synthesis                       |
| Université de Hambourg                                        | Integrated Climate System Analysis and Prediction                                           |
| Université de Hanovre                                         | Centre for Quantum Engineering and Space-Time Research (QUEST)                              |
| Université de Heidelberg                                      | Asia and Europe in a Global Context: Shifting Asymmetries in Cultural Flows                 |
| Université Christian Albrecht de Kiel                         | Inflammation at Interfaces                                                                  |
| Université de Cologne                                         | Cellular Stress Responses in Aging-Associated Diseases                                      |
| Université de Münster                                         | Religion and Politics in Pre-Modern and Modern Cultures                                     |
| Université de la Sarre                                        | Multimodal Computing and Interaction                                                        |
| Université de Stuttgart                                       | Simulation Technology                                                                       |
| Université Eberhard Karl de Tübingen                          | CIN – Centre for Integrative Neuroscience                                                   |

## Deuxième phase de financement (2012-2017)
Au total, ce sont 2,7 milliard d'euros de fonds supplémentaires qui sont distribués sur 5 ans aux différents bénéficiaires de cette initiative, les Universités d'excellence suivantes :
- Université technique de Rhénanie-Westphalie à Aix-la-Chapelle,

- Université libre de Berlin,

- Université Humboldt de Berlin,

- Université de Brême,

- Université de Cologne,

- Université de Constance,

- Université technique de Dresde,

- Université de Heidelberg,

- Université Louis-et-Maximilien de Munich,

- Université technique de Munich

- et Université Eberhard Karl de Tübingen

Les universités de Karlsruhe, Göttingen et Fribourg ont perdu leur titre en 2012.

## Universités d'excellence 2019
En 2019, les universités ainsi distinguées sont les suivantes :
- Université technique de Rhénanie-Westphalie à Aix-la-Chapelle,

- Université libre de Berlin,

- Université Humboldt de Berlin,

- Université technique de Berlin,

- Hôpital universitaire de la Charité de Berlin,

- Université rhénane Frédéric-Guillaume de Bonn,

- Université de Constance,

- Université technique de Dresde,

- Université de Hambourg,

- Université de Heidelberg,

- Institut de technologie de Karlsruhe,

- Université Louis-et-Maximilien de Munich,

- Université technique de Munich

- et Université Eberhard Karl de Tübingen[88]